# مغنطون نووي
مغنطون نووي في الفيزياء (بالإنجليزية:nuclear magneton) هو ثابت فيزيائي ينتسب إلى العزم المغناطيسي لنواة الذرة . تعود التسمية مغنطون إلى كلمة «مغناطيس» ويراد بها التعبير عن مغناطيسية النواة ، ويرمز للمغنطون النووي بالرمز {\displaystyle \mu _{\mathrm {N} }\!}.
يعرف المغنطون النووي بالمعادلة :
{\displaystyle \mu _{\mathrm {N} }={{e\hbar } \over {2m_{\mathrm {p} }}}}
حيث:
{\displaystyle e\!} شحنة أولية,
{\displaystyle \hbar } ثابت بلانك المخفض,
{\displaystyle m_{\mathrm {p} }\!} كتلة السكون للبروتون
يبلغ ثابت المغنطون النووي بوحدات نظام الوحدات الدولي SI :
{\displaystyle \mu _{\mathrm {N} }\!} = 5.05078324 × 10-27 جول·تسلا-1
والمغنطون النووي هو الوحدة الطبيعية للتعبير عن العزم المغناطيسي لأي جسيم أولي ثقيل مثل نوكليونات (وهي مكونات النواة من بروتونات ونيوترونات) وأنوية الذرات .
وعلى عكس ذلك نجد أن الإلكترون له مغنطون ذاتي يسمى مغنطون بور نسبة إلى العالم الفيزيائي نيلز بور الذي يرجع له الفضل في تفسيره . ويبلغ مقدار مغنطون بور أكبر من المغنطون النووي نظرا إلى النسبة بين شحنة الإلكترون وكتلته أكبر بكثير عنها بالنسبة إلى البروتون . ويعبر مغنطون بور عن العزم المغناطيسي للإلكترون .
- ولا يصح الخلط بين المغنطون النووي والعزم المغناطيسي للبروتون حيث يمكن حساب العزم المغناطيسي للبروتون بأنه حاصل ضرب معامل لاندي للبروتون في المغنطون النووي.